# Монреаль (Ардеш)
Монреа́ль (фр. и окс. Montréal) — коммуна во Франции, находится в регионе Рона — Альпы. Департамент коммуны — Ардеш. Входит в состав кантона Ларжантьер. Округ коммуны — Ларжантьер.
Код INSEE коммуны — 07162.

## Население
Население коммуны на 2008 год составляло 529 человек.
| 1962 | 1968 | 1975 | 1982 | 1990 | 1999 | 2008 |
| ---- | ---- | ---- | ---- | ---- | ---- | ---- |
| 271  | 290  | 276  | 324  | 381  | 462  | 529  |

## Экономика
В 2007 году среди 308 человек в трудоспособном возрасте (15—64 лет) 218 были экономически активными, 90 — неактивными (показатель активности — 70,8 %, в 1999 году было 66,2 %). Из 218 активных работали 191 человек (102 мужчины и 89 женщин), безработных было 27 (13 мужчин и 14 женщин). Среди 90 неактивных 27 человек были учениками или студентами, 33 — пенсионерами, 30 были неактивными по другим причинам.

## Достопримечательности
- Замок Монреаль[фр.] (XII век)
- Церковь Сен-Марк (XVI век)

## Фотогалерея

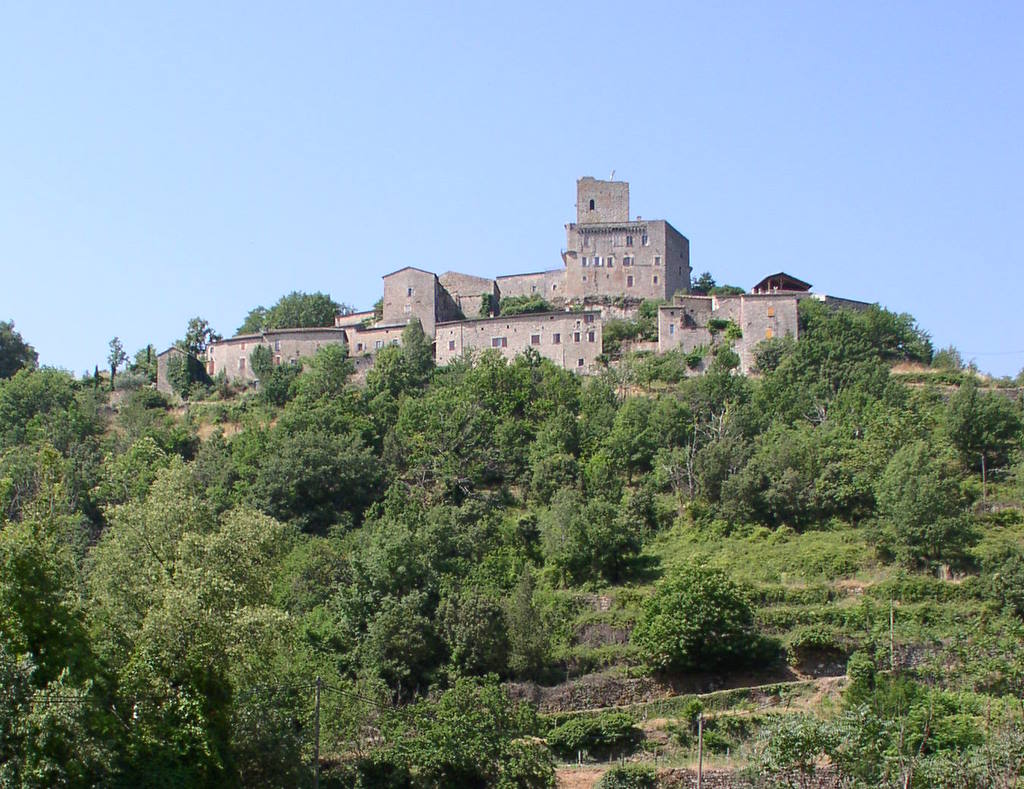
Замок Монреаль
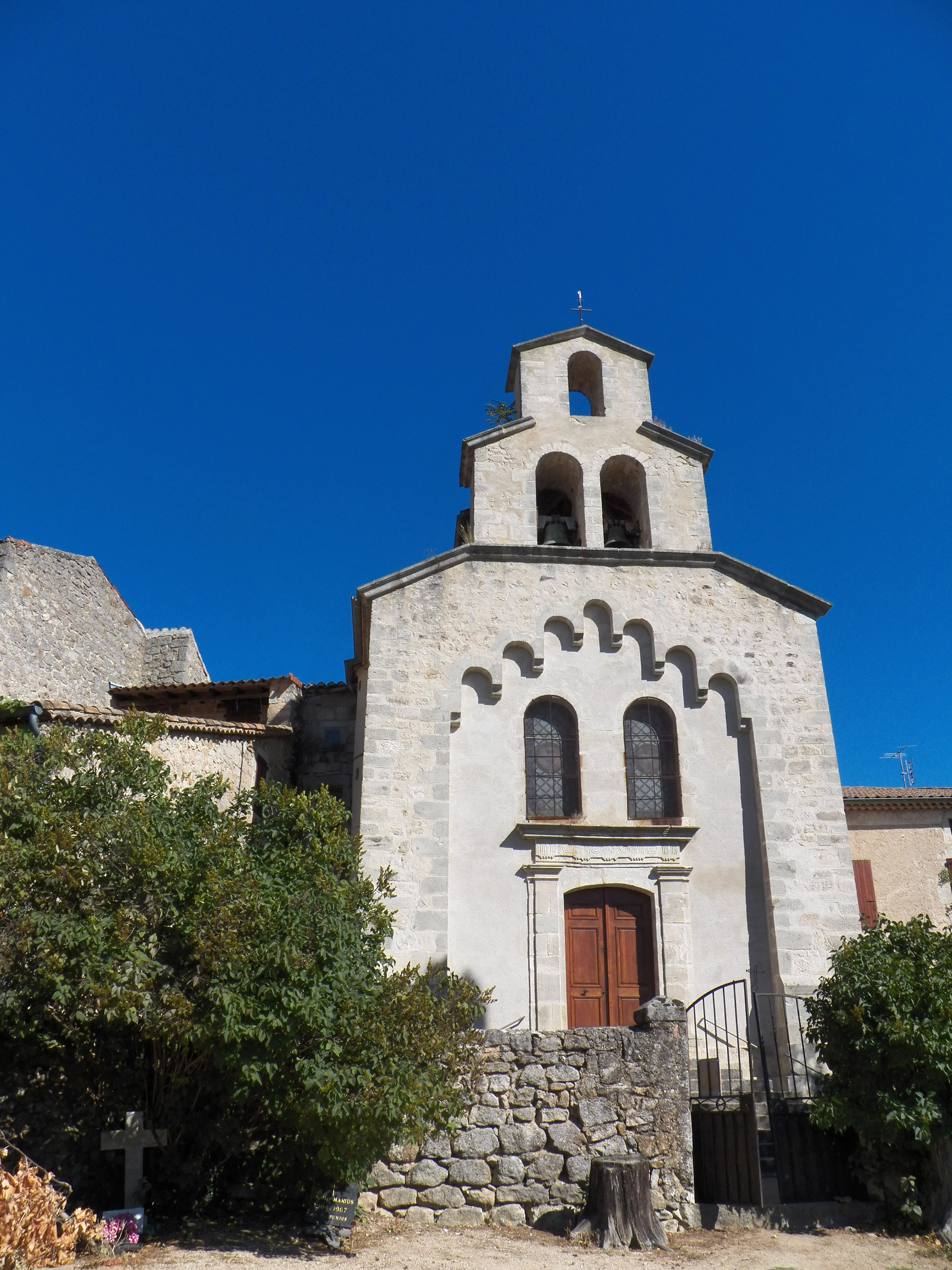
Церковь Сен-Марк
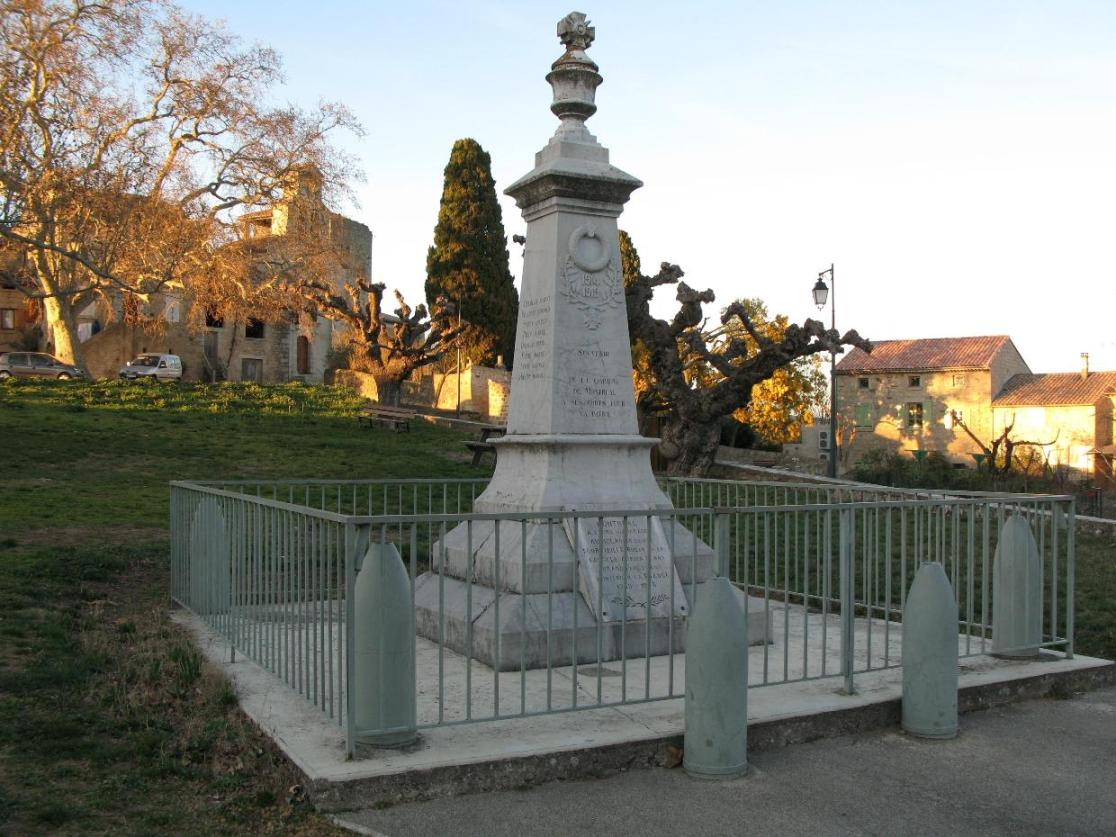
Памятник погибшим в Первой мировой войне
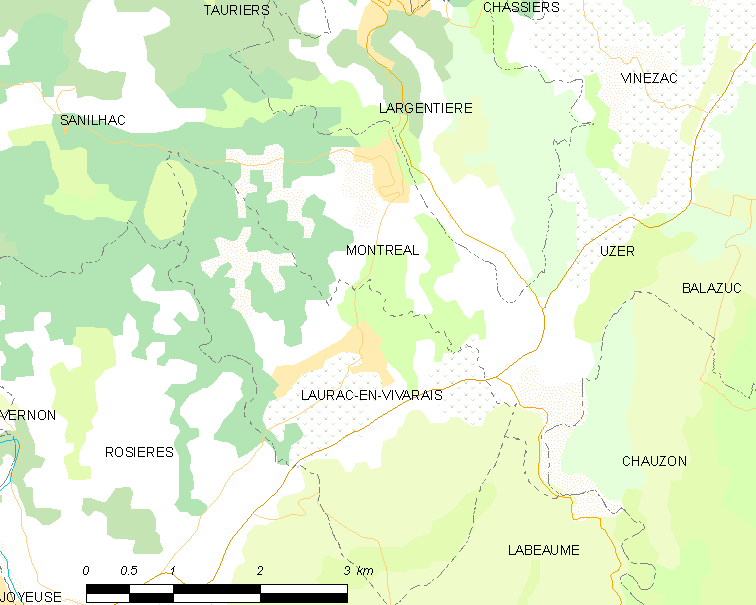
Карта коммуны